# Плоска (приток Лапшанги)
Плоска — река в России, протекает в Ковернинском районе Нижегородской области. Устье реки находится в 67 км по правому берегу реки Лапшанга. Длина реки составляет 14 км.
Исток реки находится близ границы с Костромской областью в 19 км юго-западнее посёлка Северный. Река течёт на северо-восток, всё течение реки проходит по заболоченному, ненаселённому лесному массиву. На реке — нежилая деревня Плоска.

## Данные водного реестра
По данным государственного водного реестра России относится к Верхневолжскому бассейновому округу, водохозяйственный участок реки — Ветлуга от города Ветлуга и до устья, речной подбассейн реки — Волга от впадения Оки до Куйбышевского водохранилища (без бассейна Суры). Речной бассейн реки — (Верхняя) Волга до Куйбышевского водохранилища (без бассейна Оки).
По данным геоинформационной системы водохозяйственного районирования территории РФ, подготовленной Федеральным агентством водных ресурсов:
- Код водного объекта в государственном водном реестре — 08010400212110000042765
- Код по гидрологической изученности (ГИ) — 110004276
- Код бассейна — 08.01.04.002
- Номер тома по ГИ — 10
- Выпуск по ГИ — 0